# Alfredo Balmelli
Alfredo Balmelli war ein uruguayischer Fußballspieler.

## Verein
Torwart Balmelli gehörte mindestens im Jahr 1917 dem in der Primera División antretenden montevideanischen Verein Central an. In jenem Jahr belegte sein Verein den 7. Rang der Abschlusstabelle. Insgesamt spielte er 15 Jahre lang für diesen Club.

## Nationalmannschaft
Balmelli war auch Mitglied der uruguayischen A-Nationalmannschaft, für die er mindestens zwei Länderspiele absolvierte. Unter anderem stand er in der Begegnung am 16. Oktober 1917 gegen die brasilianische Auswahl auf dem Platz. Er nahm mit der Nationalelf an der Südamerikameisterschaft 1917 teil. Dort gewann er mit Uruguay den Titel. Im Verlaufe des Turniers wurde er jedoch nicht eingesetzt.

## Erfolge
- Südamerikameister: 1917